# Spider-Woman (Jessica Drew)
Spider-Woman (Jessica Drew) es una superheroína ficticia que aparece en los cómics estadounidenses publicados por Marvel Comics. El personaje apareció por primera vez en Marvel Spotlight # 32 (con fecha de portada en febrero de 1977), continuó en Marvel Two-in-One (#29 - #32) y le siguieron 50 números de una serie en curso titulada Spider-Woman. En su conclusión, fue asesinada y, aunque resucitó más tarde, cayó en desuso, suplantada por otros personajes con el nombre de Spider-Woman.
El escritor Brian Michael Bendis agregó a Spider-Woman a la lista de los Nuevos Vengadores. En 2009, el personaje recibió su segunda serie limitada autotitulada, escrita por Bendis, que se publicó en siete números. Como parte del evento "Spider-Verse" de 2014, Spider-Woman comenzó su tercera serie en curso, escrita por Dennis Hopeless. La serie fue interrumpida por el evento "Secret Wars" de Marvel en 2015, y terminó con el número 10. Spider-Woman se relanzó varios meses después con un nuevo número # 1, aún escrito por Hopeless y continuando la historia del volumen anterior.
Jessica Drew ha sido descrita como una de las heroínas más notables y poderosas de Marvel. Hizo su debut cinematográfico en Spider-Man: Across the Spider-Verse (2023), como Jess Drew, con la voz de Issa Rae, quien retomará su papel en Spider-Man: Beyond the Spider-Verse.

## Concepto y creación
El entonces editor de Marvel Comics, Stan Lee, dijo en 1978, poco después del debut de Spider-Woman en Marvel Spotlight # 32 (febrero de 1977) y el comienzo de la serie homónima de 50 números del personaje (abril de 1978 - junio de 1983), que el personaje se originó porque

De repente me di cuenta de que alguna otra compañía podría publicar rápidamente un libro como ese y afirmar que tiene el derecho de usar el nombre, y pensé que sería mejor que lo hiciéramos muy rápido para obtener los derechos de autor del nombre. Así que batimos uno rápidamente, y eso fue exactamente lo que sucedió. Quería proteger el nombre, porque es el tipo de cosa [donde] alguien más podría decir: 'Oye, ¿por qué no sacamos a Spider-Woman? no pueden detenernos. ... Ya sabes, hace años sacamos a Wonder Man, y [ DC Comics ] nos demandó porque tenían a Wonder Woman, y... Dije que está bien, que descontinuaré a Wonder Man. Y de repente tienen a Power Girl [después de que Marvel presentó a Power Man. Oh chico. Que injusto.

El origen y el personaje básico de Spider-Woman fueron diseñados por Archie Goodwin, mientras que su apariencia visual fue diseñada por la freelancer Marie Severin.

## Biografía del personaje

### Orígenes
Jessica Drew es la hija del antropólogo estadounidense Johnatan Drew y su esposa británica Merriam. No habiendo cumplido Jessica los dos años de edad, sus padres se trasladaron a la región balcánica de Transia. Su padre y el compañero de este, Herbert Wyndham habían adquirido una parcela de tierra en la Montaña Wundagore, dentro de las fronteras transianas, siendo su intención establecer un pequeño centro de investigación científica allí. Tras descubrir uranio en la propiedad, ambos científicos se enriquecieron e invirtieron sus ganancias en desarrollar toda una ciudadela tecnológica.
Coincidiendo con la terminación de la ciudadela, cinco años después, Jessica enfermó mortalmente debido a la exposición a la radiación del uranio. Para salvar su vida, su padre inyectó en ella un suero experimental de sangre de araña, ya que sus experimentos habían demostrado que las arañas poseen mayor resistencia a la radiactividad que los seres humanos. Sin embargo, Jessica no respondió inmediatamente al tratamiento, de modo que Wyndham la metió en un acelerador genético diseñado por él mismo para un tratamiento más avanzado.
Poco después, Merriam murió y Johnatan volvió a Estados Unidos. Wyndham se hizo cargo de Jessica, manteniéndola parcialmente criogenizada durante décadas, envejeciendo a 1/7 de lo normal, y recibiendo educación mediante grabaciones.
Cuando Wyndham determinó que la radiación había dejado de hacer efecto sobre ella, fue liberada de su estado de animación suspendida. Jessica contaba por aquel entonces con catorce años. Wyndham, que ahora se hacía llamar el Alto Evolucionador, la evaluó y llegó a la conclusión de que el tratamiento había mutado su estructura genética, dándole una gran fuerza, una enorme resistencia a todo tipo de venenos y radiaciones, además de un exceso de energía bioeléctrica que podía descargar en forma de chispazos. El Alto Evolucionador la puso a cargo de Bova, una niñera evolucionada artificialmente por Wyndham. Un año después, la ciudadela de Wundagore abandonó la Tierra, pero ellas dos se quedaron atrás.

### HYDRA
Cuando Jessica cumplió diecisiete años, Bova la envió al pueblo para que aprendiese a vivir entre humanos. Así, Jessica pronto inició una relación con un joven nativo llamado Wladislav. Descubiertos por el padre de este en un apasionado abrazo, Jessica disparó accidentalmente una de sus descargas, matando, en apariencia, a su amante. Huyendo de una turba furiosa, fue rescatada por el conde Otto Vermis, por aquel entonces líder de la facción europea de HYDRA. Reconociendo las habilidades únicas de la joven, Vermis la entrenó en artes marciales y espionaje para convertirla en una agente especial de la organización. Para asegurarse de su lealtad, la sometió a técnicas de lavado de cerebro, que la hizo creer que ella en realidad era una araña artificialmente evolucionada y le asignó un agente llamado Jared para que se relacionara afectivamente con ella, dándole un traje de combate y un nombre código, Arachne.
Su primera misión fue asesinar al Director de S.H.I.E.L.D., Nick Furia, pero tras descubrir las malvadas intenciones de HYDRA, Jessica traicionó a la organización y huyó. Ahora bajo el nombre de Spiderwoman, coincidió con Modred el Místico en Londres, que hizo desaparecer los efectos del lavado de cerebro en su mente.

### Búsqueda de identidad
Consciente de su humanidad, Jessica se obsesionó con encontrar a sus padres; buscando a su padre, se encontró con Magnus, el espíritu del mago que había poseído un tiempo atrás a su padre y que ahora ocupaba el cuerpo de un sastre excéntrico. Magnus sintió que debía a Drew una importante deuda por haber estado ocupando su cuerpo y decidió pagarla ayudando a su hija. Así, ambos viajaron hasta Los Ángeles, donde en un momento dado descubrieron que Drew había sido asesinado meses antes por una organización disidente que él había relacionado con Pyrotechnics, Inc. Tras capturar a los asesinos de su padre, Jessica decidió establecerse en Los Ángeles. Allí hizo frente a numerosos enemigos, como la hechicera del siglo VI Morgana Le Fey.
Consciente de que se estaba implicando emocionalmente demasiado con Jessica, Magnus abandonó precipitadamente el cuerpo que había tomado para volver a Londres. Jessica, por su parte, dudó durante una temporada sobre qué hacer con su vida y sus poderes.
No podía abandonar la sensación de libertad que le producía ser Spiderwoman, de modo que trató de evitar que el conocimiento de la existencia de la heroína se propagase. Finalmente, sin embargo, en asociación con el criminólogo Scott McDowell, se dio a conocer públicamente como cazadora de recompensas.

### Investigadora privada
Tras varias aventuras junto a McDowell, se trasladó a San Francisco, y con la asistencia de Nick Furia, logró adquirir credenciales y licencia de investigadora privada. Aunque buscaba clientes como Jessica Drew, de vez en cuando acudía a su identidad de Spiderwoman.
Cerca de un año después de instalarse en San Francisco, recibió la visita de Magnus, esta vez en auténtica forma fantasmal, para explicarle que su antigua némesis, Morgana LeFay planeaba matarla, y que el único modo de erradicar esa amenaza de una vez por todas era viajar en el tiempo hasta la época de la hechicera y combatirla allí. De modo que, usando sus poderes, Magnus llevó a Spiderwoman al pasado, donde se entabló una tremenda batalla que tuvo como resultado la destrucción del cuerpo de Morgana, aunque separó su Yo astral para poder viajar a la época de Jessica antes de que esta regresara. Con un poderoso hechizo, Morgana impuso una barrera mística sobre el Yo físico de Jessica, bloqueando la reentrada de su Yo astral. Magnus no tenía el poder suficiente para romper esta barrera y lo único que pudo hacer fue consolar a su amiga, que se encontraba atrapada en forma astral. A petición de Jessica, Magnus intentó realizar un conjuro que haría al mundo olvidar la existencia de Spiderwoman, pero debido al debilitado poder del mago, el resultado del conjuro fue efímero.
Tigra, una amiga reciente de Spiderwoman, descubrió el cuerpo sin vida de Jessica y convocó a los Vengadores para ayudarla. Estos, a su vez, contactaron con el Doctor Strange, que intentó romper la barrera erigida por Morgana. Esto llevó a los Vengadores a una inevitable batalla contra la forma astral de la hechicera. Ya bien fuese por el sacrificio de la existencia astral de Magnus o por la magia de Extraño, Jessica pudo regresar a su forma física. Sin embargo, debido a la barrera mística impuesta alrededor del cuerpo de la joven, la estructura de su sistema nervioso se vio alterada, ya que Extraño tuvo que neutralizar temporalmente su habilidad bioeléctrica para poder así permitirle la entrada en su cuerpo.
Creyendo que había perdido todos sus poderes como Spiderwoman, Jessica renunció a su identidad como heroína y se centró en su vida como investigadora privada, y así operó una temporada con Lindsay McCabe en San Francisco. Cuando recibió el encargo de llevar la Espada Negra, una poderosa arma mística, hasta Madripoor, fue corrompida y dominada por ella. Jessica hubiera sido absorbida por el culto que pretendía hacerse con la espada de no ser por la intervención de Wolverine, que por aquel entonces se hacía pasar por Parche, y el Samurái de Plata, que se hizo con la espada. Jessica y Lindsay se quedaron en Madripur al servicio del Príncipe Baran.

### Los Nuevos Vengadores
Cansada del rumbo en que su vida giraba, fundó "Investigaciones Drew", una agencia privada de investigaciones.
La fuga originada en la prisión para supercriminales La Balsa, la empujó a usar nuevamente su disfraz y, aunque al principio reticente, formó equipo con el Capitán América, Iron Man, Spider-Man, Power Man, Ronin y Wolverine para crear Los Nuevos Vengadores. Tiempo después se descubrió que esta Spider-Woman no era la real, sino la reina skrull Veranke, disfrazada, para preparar la invasión a la tierra de las tropas skrull. 
Una vez rechazada la invasión, Jessica Drew se une a S.W.O.R.D., bajo una invitada por Abigail Brand. Su membresía en la organización la lleva a una serie de misiones de eliminación de extraterrestres hostiles que operan en la Tierra.
Más tarde, Jessica Drew se convierte en miembro de los nuevos Vengadores Secretos.

## Poderes y habilidades
Debido a su mutación, Spiderwoman posee muchos de los poderes relacionados con las arañas, como un nivel de fuerza considerable y la habilidad de trepar por las paredes; además, puede generar descargas bioeléctricas conocidas como "rayos venenosos". Cuando creyó perder sus poderes definitivamente, en realidad conservó la habilidad de pegarse a las paredes.

## En otros medios

### Serie de animación
- En 1979 se realizó la serie de animación Mujer Araña, interpretada por Joan Van Ark. Pero a diferencia del cómic, Jessica Drew dirigía una revista llamada: "Justicia" en la cual la acompañaban su sobrino Billy y el fotógrafo Jeff. La serie duró una sola temporada de 16 capítulos y no hubo adaptación en cómic. En su versión de origen, de niña fue picada por una araña venenosa al soltarla de su jaula y su padre le inyectó un suero de araña por error, que le dio poderes arácnidos.
- Spider-Woman ha hecho dos apariciones de acción en vivo en la televisión:
  - Un papel de cameo en la serie de televisión de corta duración Once a Hero, sobre un héroe de tira cómica que abandona su "mundo" para encontrar a su creador. Cerca del final de un episodio, Capitán Justicia regresa a la "Tierra Real", y se puede ver una multitud de personajes de cómics animándolo, incluida Spider-Woman.
  - El boceto en vivo de Saturday Night Live "Superhero Party" (transmitido originalmente el 17 de marzo de 1979) presentó a Margot Kidder como Lois Lane con Superman (Bill Murray), Flash (Dan Aykroyd), Lana Lang (Jane Curtin), Hulk (John Belushi), Cosa, Spider-Man, Spider-Woman, Ant-Man (Garrett Morris) e Invisible Girl.

### Película
- Jessica Drew / Spider-Woman aparecerá en un spin-off centrado en la mujer para la película animada de 2018 Spider-Man: Un nuevo universo.[16]
- Jessica Drew / Spider-Woman aparece en Spider-Man: Across the Spider-Verse (2023), con la voz de Issa Rae.[17] Esta versión es una afroamericana embarazada que monta una motocicleta y se desempeña como miembro principal de Spider-Society de Miguel O'Hara y mentora de Gwen Stacy/Spider-Woman. Además, las encarnaciones alternativas con precisión de cómic de la Tierra-616 y la Tierra-1610, las versiones de Jessica Drew hacen cameos de fondo como miembros adicionales de Spider-Society.

### Videojuegos
- Spider-Woman es un personaje jugable en el videojuego Marvel: Ultimate Alliance, con la voz de Tasia Valenza.[18] Ella posee todos los poderes que tiene en el cómic, excepto la súper fuerza. Ella tiene un traje de variante de agente de S.H.I.E.L.D. (una versión desenmascarada azul marino y negra de su traje clásico, con telas de planeador blancas y un cinturón plateado). Además, ella también tiene trajes desbloqueables en forma de Julia Carpenter (edición de Secret War) y Spider-Girl, y se enfrenta al Demoledor en su simulador de disco de misión. Si un jugador le hiciera una pregunta sobre Spider-Man, ella le dice al jugador que no está relacionada con Spider-Man (aunque parece mostrar una ligera atracción hacia él al afirmar que es "un poco lindo en una especie de camino geek"). Spider-Woman tiene un diálogo especial con Black Widow, Edwin Jarvis, Gárgola Gris, Encantadora y Doctor Doom (mientras se encuentra en el castillo de Doctor Doom).
- Jessica Drew aparece en las versiones de PlayStation 2 y PSP de Spider-Man: Web of Shadows, con la voz de Mary Elizabeth McGlynn. Spider-Man se encuentra con ella en el helicóptero de S.H.I.E.L.D. y la salva de los agentes de S.H.I.E.L.D. infectados. Siguiendo el camino de su helicóptero derribado, Spider-Man se encuentra con Jessica, quien se ha infectado y está tratando de luchar contra el control simbiótico. Spider-Man logra derrotar a Symbiote-Jessica y obtener los planes de S.H.I.E.L.D.[19]
- Spider-Woman aparece en Marvel: Ultimate Alliance 2, con la voz de Elizabeth Daily.[20] Ella está aliada con el movimiento Anti-Registro del Capitán América. Ella es una jefa en el lado Pro-Registración, y una aliada en el lado Anti-Registración que también ayuda al jugador durante una misión. Spider-Woman aparece por primera vez en la Torre Stark después de los eventos en Washington y le dice a los héroes que no planea firmar el SRA. Si el jugador elige Anti-Registro, ella asiste a los héroes en la primera misión, pero es capturada por agentes de S.H.I.E.L.D. Spider-Woman es uno de los muchos héroes presuntamente fallecidos después de la batalla en la prisión de la Zona Negativa. Más tarde es tomada por The Fold y ataca a los héroes fuera de la Torre de repetidores junto al Hombre Maravilla.
- Spider-Woman es un personaje jugable en Marvel Super Hero Squad Online, con la voz de Grey DeLisle.
- Spider-Woman es un personaje jugable en el juego de Facebook Marvel: Avengers Alliance. Spider-Woman más tarde se convierte en uno de los Dignos como Kurth: Breaker of Stones.
- Spider-Woman aparece en Marvel Heroes como un personaje no jugable.
- Spider-Woman aparece como un personaje jugable en Lego Marvel Super Heroes,[21] con la voz de Kari Wahlgren.[22]
- Spider-Woman y otras versiones del personaje aparecen en Spider-Man Unlimited como personajes jugables, donde la voz de Jessica Drew es interpretada por Laura Bailey.[18]
- Una versión adolescente de Spider-Woman aparece como un personaje jugable en Marvel Avengers Academy, con la voz de Kiernan Shipka.[23]
- La versión del universo Ultimate de Jessica Drew se puede jugar en el paquete de contenido descargable de Spider-Man para Lego Marvel Vengadores, aunque se la conoce como Spider-Girl por razones desconocidas.[24]
- Spider-Woman es un personaje jugable en el juego móvil de tres combinaciones Marvel Puzzle Quest. Fue agregada al juego en agosto de 2016.[25]
- Jessica Drew/Spider-Woman aparece como un personaje jugable desbloqueable en Marvel Future Fight.[26]
- Jessica Drew / Spider-Woman aparece en Marvel Snap.[27][28]
- Jessica Drew / Spider-Woman aparece en Marvel Contest of Champions.[29]